# Management (magazine)
Pour les articles homonymes, voir Management.
 (janvier 2017).
Si vous disposez d'ouvrages ou d'articles de référence ou si vous connaissez des sites web de qualité traitant du thème abordé ici, merci de compléter l'article en donnant les références utiles à sa vérifiabilité et en les liant à la section « Notes et références ».
Management est un magazine mensuel français fondé en 1994 et édité par le groupe Prisma Media. Le premier numéro est paru en mars 1995, sous le titre L'essentiel du Management. En octobre 1999, le magazine change de nom et devient Management. Classé parmi les magazines économiques, il aborde tous les aspects grand public et les tendances du management d'entreprise et du leadership personnel : stratégie d'entreprise, ressources humaines, comportement organisationnel, gestion des conflits, gestion d'équipe, marketing et commercial, juridique, etc.
En mars 2017, Management lance une nouvelle formule, avec un magazine découpé en trois séquences : Business, Work et Afterwork. Dans la première partie, sous-titrée « La vie des entreprises », les articles présentent les entreprises et start up les plus innovantes du moment. La partie « Work » contient tous les mois des conseils pratiques et des témoignages sur la façon de faire évoluer sa carrière. Enfin, dans les pages de fin, les sujets mêlent à la fois vie professionnelle et vie personnelle, avec par exemple, des pages consommation, vin, auto, tourisme ou culture. 
En mars 2019, le magazine évolue à nouveau : la pagination passe de 120 à 180 pages, avec un dossier central de près de 80 pages sur un seul thème et un nouveau cahier de 12 pages consacré à la création d'entreprise. Pour annoncer sa nouvelle ligne éditoriale, le magazine adopte également un nouveau slogan : « Le magazine coach pour progresser dans son job. »
En octobre 2023, Prisma Media annonce l'arrêt de l'édition papier de Management, le site web reste actif.

## Équipe
Le magazine est dirigé par Jean-Joël Gurviez jusqu'en novembre 2009, puis par Martin Trautmann jusqu'en janvier 2016. Il est dirigé par Gwendoline Michaelis depuis juin 2017.
- Directeur de la rédaction : Emmanuel Kessler[6]
- Responsable éditorial : André Mora[7]
- Chroniqueurs : David Abiker, Pierre Blanc-Sahnoun[8], Benjamin Fabre, Alexandre des Isnards

Précédents rédacteurs en chefs
- Eric Meyer[9]
- Vincent Beaufils (1999-2001)
- Eric Walther (2002-2004)[10]
- Jean-Joël Gurviez (2004-2005)
- Anne Gillet (2006-2010)[11]
- Matthieu Scherrer (2010-2013)[12]
- Eric Le Braz (2013-2015)[13]
- François Genthial (2015-2016)
- Lomig Guillo (2016-2022)

## Diffusion
La diffusion France Payée décline depuis 2009 sans que tous les efforts déployés depuis cette date, changement de rédaction en chef, changement de formule, changement de positionnement aient réussi à enrayer cette chute (sources : Diffusion Contrôle, 2014, site Office de justification de la diffusion 2014).
| Année     | 2004   | 2005   | 2006    | 2007    | 2008    | 2009    | 2010    | 2011    | 2012   | 2013   | 2014   | 2015   | 2016   |  |
| Diffusion | 77 834 | 86 063 | 108 257 | 116 790 | 122 815 | 112 659 | 108 375 | 103 923 | 89 329 | 77 031 | 74 297 | 70 351 | 65 168 |  |